# アルジャーノン・シドニー

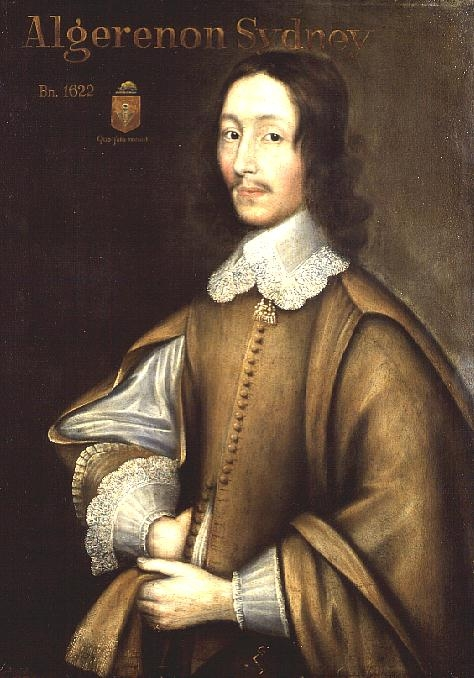
アルジャーノン・シドニー

アルジャーノン・シドニー（Algernon Sydney(Sidney), 1623年1月15日 - 1683年12月7日）は、清教徒革命（イングランド内戦）から王政復古期にかけてのイングランドの政治家・思想家・政治哲学者。ホイッグ党に属して共和主義を唱え、イングランド共和国や王政復古期イングランド王国に反対した。ライハウス陰謀事件で捕らえられ処刑されたが、著作を通して思想はイングランドとアメリカ合衆国憲法に大きな影響を与えた。

## 出自
第2代レスター伯ロバート・シドニーと第9代ノーサンバランド伯ヘンリー・パーシーの娘ドロシーの息子。兄に第3代レスター伯フィリップ・シドニー、弟に名誉革命の招聘者の1人である初代ロムニー伯爵ヘンリー・シドニー、姉に初代サンダーランド伯爵ヘンリー・スペンサーの妻ドロシーがおり、第2代サンダーランド伯ロバート・スペンサーは甥に当たる。また、詩人のフィリップ・シドニーは大伯父に当たる。

## 生涯
1642年、兄の下でアイルランド同盟戦争の鎮圧に当たり、第一次イングランド内戦が勃発すると議会派の軍に投じ、1644年のマーストン・ムーアの戦いで負傷した。1645年にカーディフ選挙区から選出され長期議会の庶民院議員になり、1648年から1651年まで五港長官、1651年または1653年に国務会議委員に選任された。しかし1653年にオリバー・クロムウェルが護国卿に就任、護国卿時代が始まると反対して辞任、一時政界を引退した。
1659年にジェームズ・ハリントンが設立した政治クラブ「ロータ・クラブ」に参加、ハリントンの共和主義思想に共鳴し彼の親友ヘンリー・ネヴィルらと共にハリントン派（またはネヴィル・グループ）を結成、政界へ復帰してランプ議会で活動したが、同年に国務会議へ復帰、スウェーデン・デンマークの間を調停する使節団主席に選ばれデンマークのヘルシンゲルへ滞在したため、ロータ・クラブの活動に参加出来なくなった。デンマーク滞在中の1660年にイングランドで王政復古が起こり、即位したチャールズ2世への誓約を拒否したためイングランドへ戻れなくなり、以後17年間ヨーロッパ大陸へ歴訪に赴いた。
この期間、グランドツアーで同じく大陸旅行していた甥のサンダーランド伯ロバート・スペンサーとウィリアム・ペンにイタリア・トリノで出会い、政治思想で共感したペンと友好関係を築いた。一方でイングランドでの反乱を計画していたという。
1677年、父の死に際してチャールズ2世から帰国を許され、18年ぶりにイングランドへ戻った。しかしチャールズ2世と弟のヨーク公ジェームズ（後のジェームズ2世）に対する反対派に身を投じ、1670年にチャールズ2世がフランス王ルイ14世と結んだドーヴァーの密約非難に始まり、翌1678年のカトリック陰謀事件を機に本格的に活動を進め、1680年に王権神授説を正当化して絶対君主制を擁護するロバート・フィルマーの『パトリアーカ』が公刊されると、『政体論』を発表して反論、議会への復帰も試みホイッグ党の所属で選挙に出馬した。クエーカーになったペンの熱心な支援があったが、反対派の選挙妨害などで落選、議会復帰を果たせなかった。
それでもホイッグ党で有力者として台頭、1683年にリーダー格のシャフツベリ伯爵アントニー・アシュリー＝クーパーが亡命先で死亡すると、代わりにホイッグ党を率いるため結成された6人の指導者からなる六人委員会のうちの1人に選ばれた。だが同年にライハウス陰謀事件が発覚すると関与を疑われ、他の指導者共々政府の手で逮捕され、証拠不十分にもかかわらず裁判で有罪判決が下り、12月7日に処刑された。60歳だった。
死後の1698年に『政体論』が出版、ジョン・ロックの『統治二論』と共に王権神授説・絶対君主制批判の代表的書物となったこの著作は法の支配による君主の権力制限と人民の同意を求め、共和主義者ハリントンの影響を受けながらも君主制を否定せず、最善の統治に君主制・貴族制・民主制が混同された立憲君主制を考えた。シドニーの思想はハリントン、ネヴィル、ロックらの思想と共に18世紀イギリス、ひいてはアメリカ合衆国にも伝わった。また生前の1682年にペンが領有するペンシルベニア植民地の憲法を考えていた時に度々助言を与え、ホイッグ党に影響されていたペンの考えなどと共に憲法に反映され、ホイッグ党が掲げた自由・財産・代議政治は制定された憲法を通じてペンシルベニアやアメリカに影響を与えた。